# 파티클보드

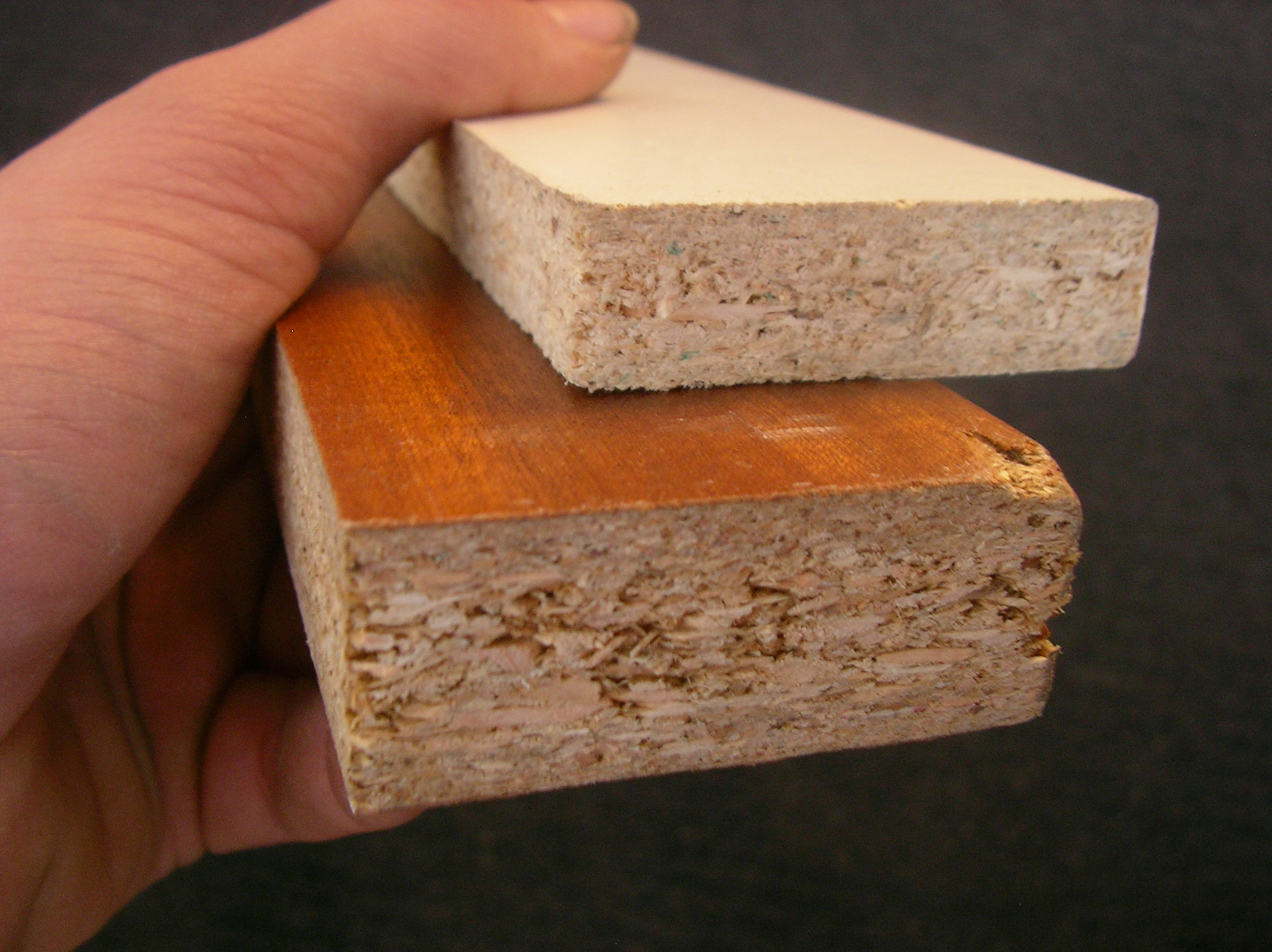
파티클보드

파티클보드(영어: particle board)는 사용하고 남은 목재를 써서 만든 작은 조각이다. 잘게 부순 후 접착제와 함께 강한 힘과 열로 단단하게 뭉쳐서 만든다.

## 역사
파티클보드는 독일에서 유래했다. 1887년 처음 생산되었으며 당시 허바드(Hubbard)는 고온, 고압에서 뭉쳐진 알부민에 기반한 접착제, 목분에서 기인한 것으로 이른바 인공목재(artificial wood)로 불렀다.

## 안전
제조 및 이용에 대한 안전 문제가 존재한다. 파티클보드가 절삭될 때(예: 톱질 등) 미세먼지와 화학물질이 방출된다. 목재 분진의 위험성 때문에 수많은 국가에서 직업상 노출 제한을 두고 있다. 파티클보드를 잘라내면 아미노 수지의 경우 폼알데하이드, 일산화 탄소, 사이안화 수소를, 페놀포름알데히드 수지의 경우 페놀이 방출될 수 있다.
다른 안전상의 문제는 포름알데하이드가 시간이 지남에 따라 천천히 방출된다는 점이다.

## 같이 보기
- 집성재